# Przejście graniczne Konradów-Zlaté Hory
Przejście graniczne Konradów-Zlaté Hory – polsko-czeskie drogowe przejście graniczne położone w województwie opolskim, w powiecie nyskim, w gminie Głuchołazy, w miejscowości Konradów, zlikwidowane w 2007.

## Opis
Przejście graniczne Konradów-Zlaté Hory z miejscem odprawy po stronie czeskiej w miejscowości Zlaté Hory zostało utworzone w maju 1995 . Czynne było całą dobę. Dopuszczony był ruch pieszych, rowerzystów, motocykli, samochodów osobowych i samochodów ciężarowych zarejestrowanych w Polsce i Republice Czeskiej o dopuszczalnej ładowności do 3,5 tony, z wyłączeniem ładunków niebezpiecznych i mały ruch graniczny. 6 kwietnia 2007 rozszerzono ruch o autokary i samochody ciężarowe na wszystkie kraje. Kontrolę graniczną osób, towarów i środków transportu wykonywała Graniczna Placówka Kontrolna Straży Granicznej w Głuchołazach (GPK SG w Głuchołazach).
Do przejścia granicznego można było dojechać drogą wojewódzką nr 411.
21 grudnia 2007 na mocy układu z Schengen przejście graniczne zostało zlikwidowane.

### Przejście graniczne z Czechosłowacją
W okresie istnienia Czechosłowackiej Republiki Socjalistycznej, od 13 kwietnia 1960 funkcjonowało w tym miejscu polsko-czechosłowackie przejście graniczne małego ruchu granicznego Konradów-Zlaté Hory – I kategorii. Czynne było w poniedziałki, środy, czwartki, soboty i niedziele w godz. 7:00–11:00 i 14:00–21:00. Dopuszczony był ruch osób i środków transportu na podstawie przepustek z wszelkich względów przewidzianych w Konwencji. Kontrola celna wykonywana była przez organy celne. Kontrolę graniczną osób, towarów i środków transportu wykonywała Strażnica WOP Konradów. 
Formalnie zlikwidowane 24 maja 1985.

## Dane statystyczne
| Przejście graniczne Konradów-Zlaté Hory |         |         |        |
| Rok                                     | Osoby   | Pojazdy | Źródło |
| 2005                                    | 864212  | 297233  | [ 7 ]  |
| 2006                                    | 1170987 | 331218  | [ 8 ]  |
| 2007 (1. półrocze)                      | 353577  | 103013  | [ 9 ]  |

## Galeria

Przejście graniczne Konradów-Zlaté Hory z Republiką Czeską
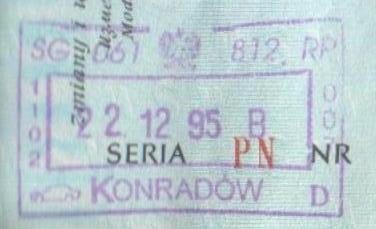
Stempel polskiej kontroli granicznej (grudzień 1995)
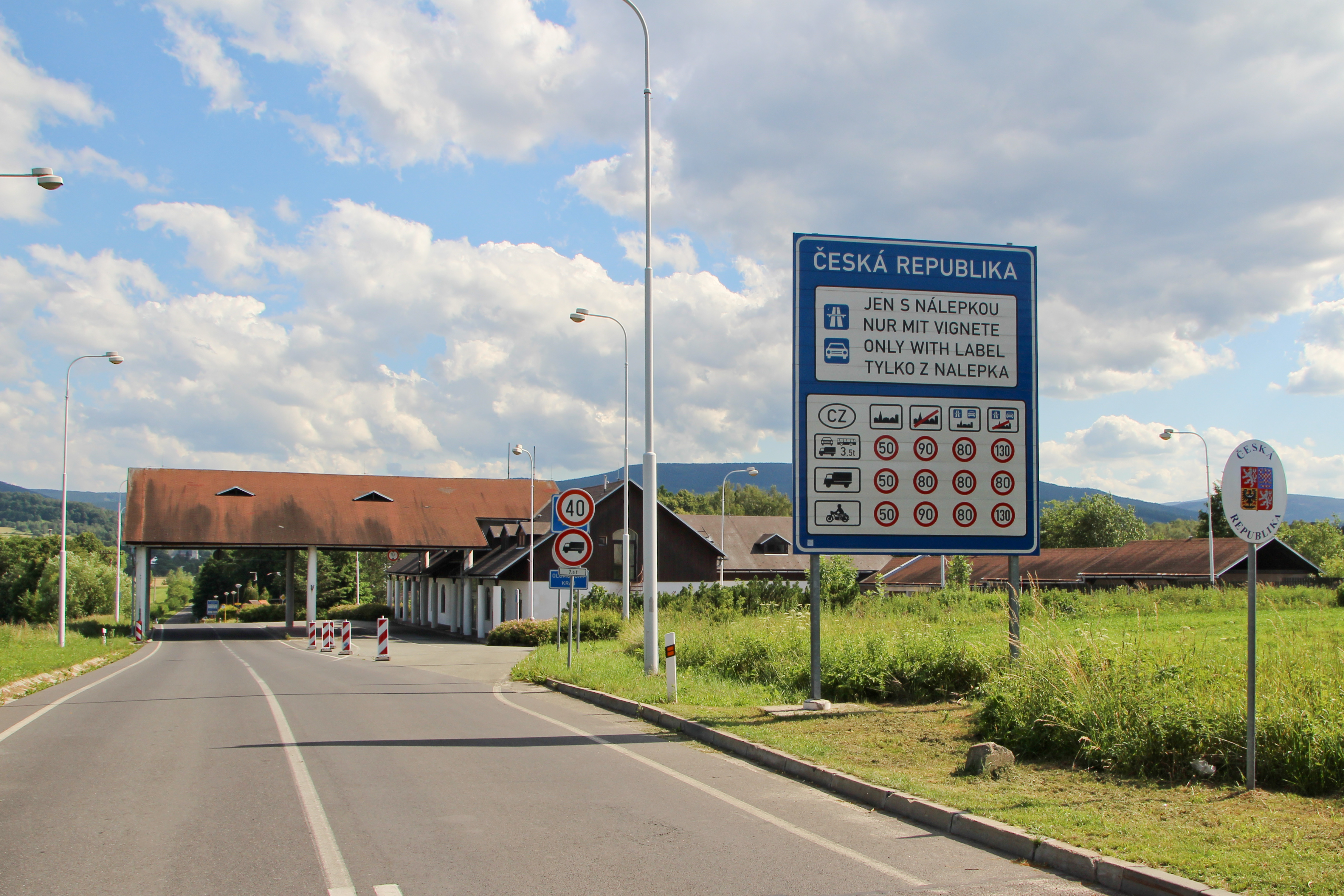
Widok od strony polskiej (czerwiec 2012)
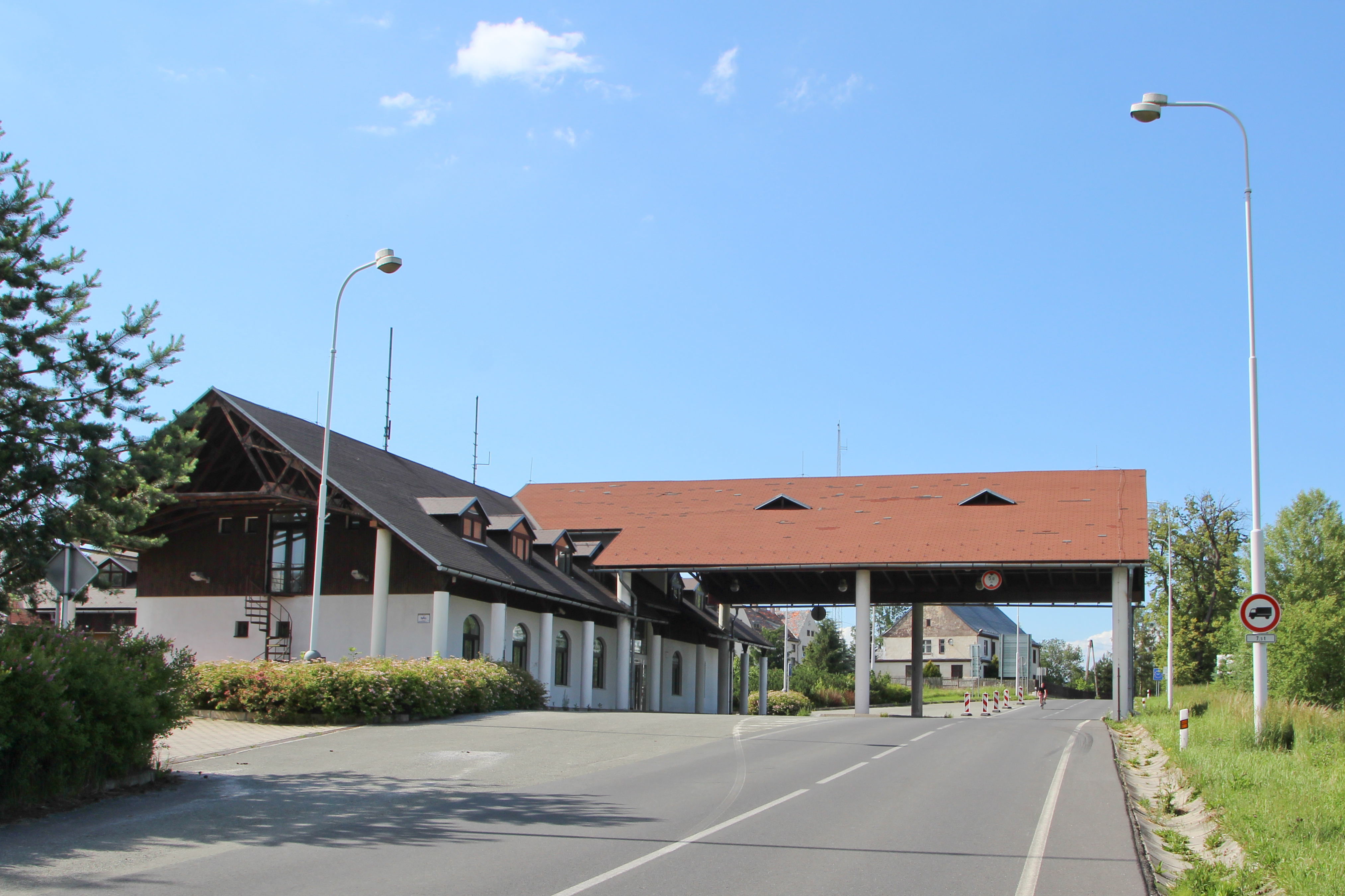
Widok od strony czeskiej (czerwiec 2012)
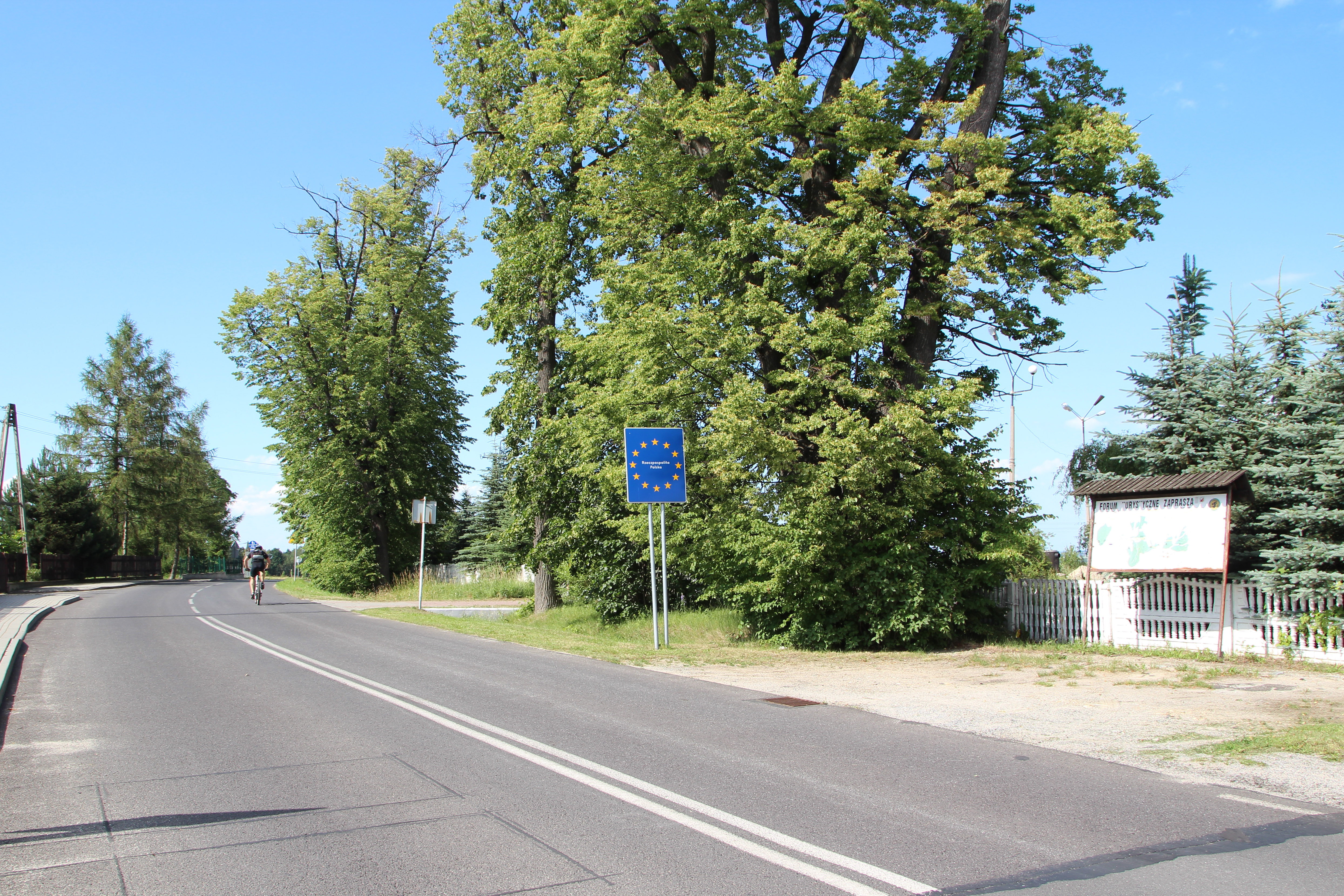
Widok od strony czeskiej (czerwiec 2012)

Przejście graniczne Konradów-Zlaté Hory z Czechosłowacją
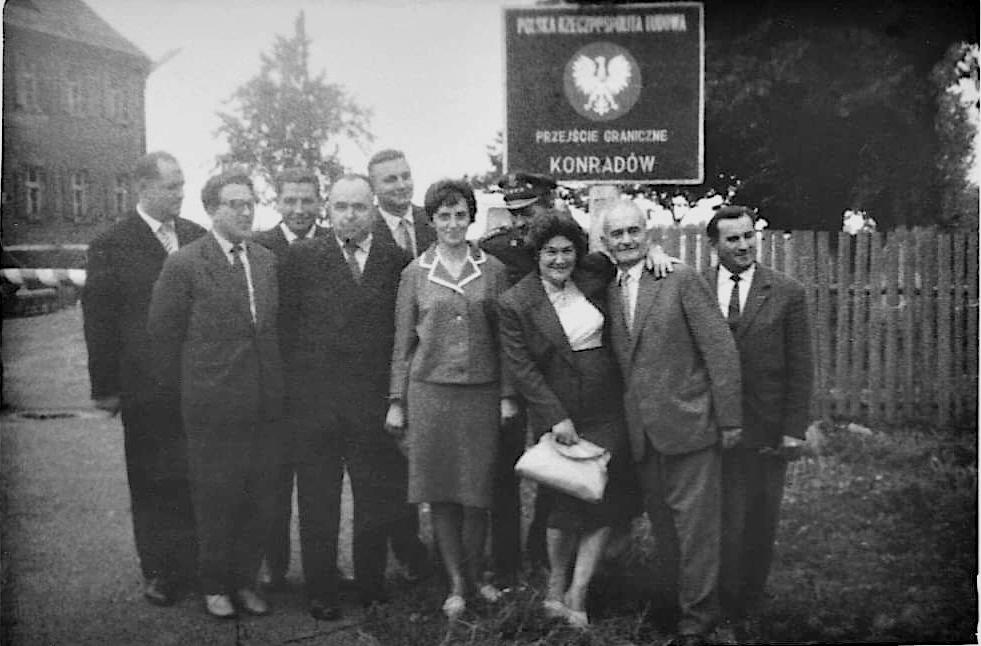
Widok od strony czechosłowackiej (1960–1968)
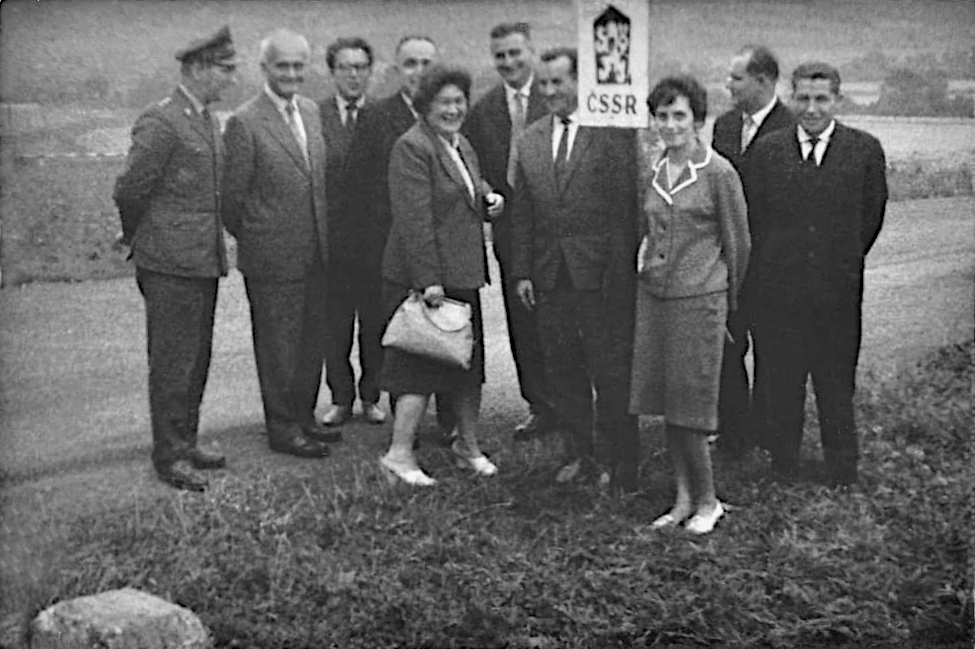
Widok od strony polskiej (1960–1968)